# Celebrity Beyond
Le Celebrity Beyond est un paquebot de Celebrity Cruises, construit aux Chantiers de l'Atlantique de Saint-Nazaire. Il est le troisième navire de la classe Edge. Ses sister-ship, moins grands, sont le Celebrity Edge et le Celebrity Apex. 
Le navire est, par ailleurs, le plus grand et gros paquebot de la flotte Celebrity.
Sa commandante est Kate McCue.

## Histoire
Le navire à une longueur de 326 mètres pour 39 mètres de large. Il est donc plus grand que les deux premiers paquebots de la classe. Sa construction débute en janvier 2020 avec la cérémonie de découpe de la première tôle. La livraison du navire a lieu le 6 avril 2022.

## Caractéristiques
Le navire est composé des activités déjà présentes à bord des deux premiers navires de la classe. Il présente cependant quelques nouveautés.
- 1 solarium ;
- 2 piscines extérieures ;
- 1 lieu naturel avec de la végétation : le "Rooftop Garden" ;
- 1 bar/restaurant ascenseur extérieur côté tribord : le "Magic Carpet" ;